# ジュネーブ宣言
ジュネーブ宣言（ジュネーブせんげん）とは、1948年9月の第2回世界医師会総会で規定された医の倫理に関する規定であり、ヒポクラテスの誓いの倫理的精神を現代化・公式化したものである。1968年、1984年、1994年、2005年、2006年の改定を経て、現在の2017年版に至る。 
2017年版のジュネーブ宣言の主だった変更は、「Patient autonomy」つまり医療倫理の基本原則の一つである患者の自主尊重原則、自己決定権といった患者の権利が登場し、患者を客体から主体に改めて患者中心としたスタンス・方針への重点転換である。また、時代に合わせウェルビーイングといった新しい言葉も現れた。

## 最新2017年版のジュネーブ宣言全文
以下に、2017年版を世界医師会（WMA）のサイトより引用する（日本語は直訳し、追記した）。

## 2006年版のジュネーブ宣言全文
2006年版のジュネーブ宣言の主だった内容は、
1. 全生涯を人道のために捧げる
2. 人道的立場にのっとり、医を実践する。（道徳的・良識的配慮）
3. 人命を最大限に尊重する。（人命の尊重）
4. 患者の健康を第一に考慮する。
5. 患者の秘密を厳守する。（守秘義務）
6. 患者に対して差別・偏見をしない。（患者の非差別）

といったことが定められている。初版にあった受胎後の生命の尊重に冠する記載は、現在の版では削除されている。まだ、ターミナルケアなどの概念ができる前の規定なのでQOLといった概念は登場していない。多くの国で国家資格である医師の届出義務をみるとこういった考え方が生かされていることがうかがえる。例えば、麻薬中毒の患者が来たとしても医師にそれを警察に届出する義務は全くない。麻薬を手にしている犯罪者であっても治療を行うという姿勢のあらわれである。
以下に、2006年5月、ディボンヌ・レ・バンにおける第173回理事会で編集上修正された版の直訳を示す。